# Ministero dell'economia e delle finanze (Iran)
Il Ministero dell'economia e delle finanze (in iraniano: وزارت امور اقتصادی و دارایی) è il dicastero del governo della Repubblica Islamica dell'Iran preposto all'elaborazione delle politiche economiche e finanziarie.

## Funzioni
Il Ministero ha le seguenti funzioni:
- agire come tesoreria dello stato
- vigilare sulla finanza pubblica
- elaborare politiche economiche e finanziarie
- applicare politiche fiscali
- investire con l'estero
- dirigere la rete bancaria e gli istituti di assicurazione commerciale
- regolare i mercati finanziari del paese